# Lohilampi (sjö i Lojo, Nyland)
Lohilampi är en sjö i kommunen Lojo i landskapet Nyland i Finland. Sjön ligger 60,5 meter över havet. Den är 2,36 meter djup. Arean är 36 hektar och strandlinjen är 2,86 kilometer lång. Sjön  ingår i Kisko ås och Bjärnå å huvudavrinningsområde.   Den ligger omkring 65 km väster om Helsingfors. 
Vid om Lohilampi ligger Johan Lohilampi-museet.